# Kraftwerk Wanapum
Das Kraftwerk Wanapum (englisch Wanapum Dam) ist ein Laufwasserkraftwerk im Bundesstaat Washington, USA. Es ist das neunte Kraftwerk in der Kette von insgesamt 14 Wasserkraftwerken am Columbia River. Der Columbia River bildet an dieser Stelle die Grenze zwischen dem Grant und dem Kittitas County. Das Kraftwerk Priest Rapids liegt ungefähr 29 km (18 miles) flussabwärts.
Mit den Bauarbeiten wurde im Juli 1959 begonnen. Das Kraftwerk ging im Juli 1963 in Betrieb. Es wurde durch den Grant County Public Utility District (Grant PUD) errichtet und wird auch vom Grant PUD betrieben. Die Errichtungskosten lagen bei 93 Mio. USD.

## Absperrbauwerk
Das Absperrbauwerk besteht aus einem Schüttdamm auf der linken Flussseite, gefolgt vom Maschinenhaus und der Wehranlage mit 12 Segmentwehren in der Flussmitte, sowie einem weiteren Schüttdamm am rechten Ufer. Das Maschinenhaus bildet dabei mit dem linken Schüttdamm einen rechten Winkel, so dass es parallel zum linken Flussufer liegt.
Die Mauerkrone liegt auf einer Höhe von 175 m (575 ft) über dem Meeresspiegel. Die Gesamtlänge des Absperrbauwerks beträgt 2.632 m (8.637 ft); davon entfallen auf die Wehranlage 250 m (820 ft). Die maximale Höhe des Bauwerks liegt bei 56 m (185 ft) über der Gründungssohle.
Im Februar 2014 wurden am Wehrpfeiler 4 einige Risse entdeckt. Außerdem wurde festgestellt, dass sich der Gehweg auf dem Wehr an dieser Stelle etwas flussabwärts verschoben hatte. Daraufhin wurde das Stauziel um 8 m (27 ft) gesenkt, was zu einer Verringerung der Rissbreite führte. Der Wehrpfeiler 4 wurde in der Folge mit Stahlankern, die bis zu 36 m (119 ft) in das unterliegende Gestein hinabreichen, stabilisiert. Im März 2015 konnte der Stausee wieder bis zum normalen Stauziel aufgestaut werden. Die Gesamtkosten wurden auf 61 Mio. USD geschätzt (dies schließt entgangene Einnahmen durch die verminderte Stromerzeugung mit ein).

## Stausee
Das Kraftwerk Wanapum staut den Columbia River zu einem Stausee (englisch Wanapum Lake) auf. Beim normalen Stauziel von 174 m (571 ft) erstreckt sich der Stausee über eine Länge von 61 km (38 miles) und über Fläche von rund 59,4 km² (14.680 acres). Der zur Stromerzeugung nutzbare Stauraum beträgt 197,85 Mio. m³ (160.400 acre-feet).

## Kraftwerk
Das Kraftwerk Wanapum verfügt über eine installierte Leistung von 1.038 (bzw. 1.092) MW. Die Jahreserzeugung schwankt: sie lag 2001 bei 3,685 Mrd. kWh und 2007 bei 5,3 Mrd. kWh. Die erste Maschine wurde im Juni 1963 in Betrieb genommen, die letzte im Januar 1964.
Grant PUD begann 1993 mit ersten Studien, um die Turbinen zu ersetzen und die Generatoren zu überholen bzw. auszutauschen. Die erste Turbine wurde 2002 (bzw. 2004) ersetzt. Laut Plan soll die letzte Maschine 2020 erneuert werden. Durch den Austausch der Maschinen wird eine um 3 % höhere Erzeugung erwartet. Die Gesamtkosten liegen bei geschätzten 300 Mio. USD.
Die ursprünglichen Kaplan-Turbinen (mit 5 verstellbaren Flügeln) hatten eine maximale Leistung von 90 MW bei einer Fallhöhe von 24 m (80 ft). Die maximale Leistung der neuen Turbinen beträgt 112 MW bei derselben Fallhöhe. Die Turbinen wurden im Zeitraum von 2002 bis 2013 ausgetauscht. Durch das verbesserte Turbinendesign soll sich die Überlebensrate von Fischen auf 97 % erhöhen. Die Nenndrehzahl der Turbinen liegt bei 85,7/min. Der maximale Durchfluss lag bei 5.040 m³/s (178.000 cft) für alle alten Turbinen zusammen; durch die neuen Turbinen soll er auf 5.323 m³/s (188.000 cft) steigen.
Die ursprünglichen Generatoren hatten eine Leistung von jeweils 103,8 MVA; die Leistung der neuen Generatoren soll bei jeweils 122 MVA liegen. Die Gesamtkosten für die Erneuerung werden auf 150 Mio. USD geschätzt.

## Sonstiges
Für Privatkunden von Grant PUD lag der Preis pro kWh bei 4,5 US-cent (Stand August 2017). SGL Carbon und BMW eröffneten im Jahr 2011 in Moses Lake (Grant County) eine Kohlenstofffaserfabrik und investierten dafür 100 Millionen USD. Für die Standortwahl war der Preis von 2 €-cent pro kWh ausschlaggebend, da bei der energieintensiven Herstellung von Kohlenstofffasern die Kosten für Strom den größten Anteil ausmachen.